# Чон Джон Су
Чон Джон Су (кор. 정종수, нар. 27 березня 1961) — південнокорейський футболіст, що грав на позиції захисника. По завершенні ігрової кар'єри — тренер.
Виступав за клуби «Юкон Коккірі» та «Ульсан Хьонде», а також національну збірну Південної Кореї, у складі якої був учасником двох чемпіонатів світу.

## Клубна кар'єра
Народився 27 березня 1961 року. Вихованець футбольної комнади Університету Кореї.
У дорослому футболі дебютував 1984 року виступами за команду клубу «Юкон Коккірі», в якій провів шість сезонів, взявши участь у 102 матчах чемпіонату.  Більшість часу, проведеного у складі «Юкон Коккірі», був основним гравцем захисту команди.
1990 року перейшов до клубу «Ульсан Хьонде», за який відіграв ще шість сезонів. Граючи у складі «Ульсан Хьонде» також здебільшого виходив на поле в основному складі команди. Завершив професійну кар'єру футболіста виступами за команду «Ульсан Хьонде» у 1995 році.

## Виступи за збірну
1982 року дебютував в офіційних матчах у складі національної збірної Південної Кореї. Протягом кар'єри у національній команді, яка тривала 11 років, провів у формі головної команди країни 40 матчів, забивши 3 голи.
У складі збірної був учасником кубка Азії з футболу 1984 року в Сінгапурі, де взяв участь у трьох іграх групового етапу. Згодом був учасником чемпіонату світу 1986 року, де відіграв лише один тайм на груповому етапі, а також брав участь у двох матчах групового етапу чемпіонату світу 1990 року.

## Кар'єра тренера
Завершивши ігрову кар'єру, залшився в «Ульсан Хьонде», де з 1996 по 2006 рік тренував юнацькі і молодіжні команди клубу. Частину 2000 року виконував обов'язки головного тренера основної команди.
| Дата       | Місто                 | Господарі         | Результат             | Гості          | Турнір                     | Голи | Примітки |
| ---------- | --------------------- | ----------------- | --------------------- | -------------- | -------------------------- | ---- | -------- |
| 18-2-1982  | Колката               | Індія             | 2 – 2                 | Південна Корея | Кубок Неру 1982            | 1    |          |
| 20-2-1982  | Колката               | Уругвай           | 2 – 2                 | Південна Корея | Кубок Неру 1982            | -    |          |
| 1-3-1982   | Колката               | Південна Корея    | 1 – 1                 | КНР            | Кубок Неру 1982            | -    |          |
| 21-3-1982  | Сеул                  | Південна Корея    | 3 – 0                 | Японія         | Щорічний матч Корея-Японія | -    |          |
| 8-5-1982   | Бангкок               | Південна Корея    | 1 – 0                 | Індонезія      | Кубок Короля 1982          | -    |          |
| 11-6-1982  | Кванджу               | Південна Корея    | 3 – 0                 | Бахрейн        | Кубок Президента 1982      | -    |          |
| 23-11-1982 | Нью-Делі              | Іран              | 1 – 0                 | Південна Корея | Азійські ігри              | -    | 65'      |
| 10-10-1984 | Колката               | Південна Корея    | 6 – 0                 | Північний Ємен | Відбір до Кубка Азії 1984  | -    |          |
| 13-10-1984 | Колката               | Пакистан          | 0 – 6                 | Південна Корея | Відбір до Кубка Азії 1984  | -    | 46'      |
| 16-10-1984 | Колката               | Південна Корея    | 0 – 0                 | Малайзія       | Відбір до Кубка Азії 1984  | -    |          |
| 2-12-1984  | Сінгапур              | Саудівська Аравія | 1 – 1                 | Південна Корея | Кубок Азії 1984 - 1-й етап | -    |          |
| 7-12-1984  | Сінгапур              | Сирія             | 1 – 0                 | Південна Корея | Кубок Азії 1984 - 1-й етап | -    |          |
| 10-12-1984 | Сінгапур              | Катар             | 0 – 1                 | Південна Корея | Кубок Азії 1984 - 1-й етап | -    |          |
| 2-3-1985   | Катманду              | Непал             | 0 – 2                 | Південна Корея | Відбір до ЧС 1986          | -    |          |
| 10-3-1985  | Куала-Лумпур          | Малайзія          | 1 – 0                 | Південна Корея | Відбір до ЧС 1986          | -    |          |
| 6-4-1985   | Сеул                  | Південна Корея    | 4 – 0                 | Непал          | Відбір до ЧС 1986          | 1    |          |
| 19-5-1985  | Сеул                  | Південна Корея    | 2 – 0                 | Малайзія       | Відбір до ЧС 1986          | -    |          |
| 6-6-1985   | Теджон                | Південна Корея    | 3 – 2                 | Таїланд        | Кубок Президента 1985      | -    |          |
| 8-6-1985   | Кванджу               | Південна Корея    | 3 – 0                 | Бахрейн        | Кубок Президента 1985      | -    | 45'      |
| 15-6-1985  | Сеул                  | Південна Корея    | 2 – 0                 | Ірак           | Кубок Президента 1985      | -    |          |
| 21-7-1985  | Сеул                  | Південна Корея    | 2 – 0                 | Індонезія      | Відбір до ЧС 1986          | -    |          |
| 30-7-1985  | Джакарта              | Індонезія         | 1 – 4                 | Південна Корея | Відбір до ЧС 1986          | -    |          |
| 3-12-1985  | Лос-Анджелес          | Мексика           | 2 – 1                 | Південна Корея | товариський матч           | -    | 46'      |
| 8-12-1985  | Ірапуато              | Угорщина          | 1 – 0                 | Південна Корея | Турнір Мексики             | -    | 29'      |
| 11-12-1985 | Гвадалахара (Мексика) | Мексика           | 2 – 1                 | Південна Корея | Турнір Мексики             | -    |          |
| 9-2-1986   | Гонконг               | Гонконг           | 0 – 2                 | Південна Корея | Турнір Гонконгу            | -    |          |
| 16-2-1986  | Гонконг               | Південна Корея    | 1 – 3                 | Парагвай       | Турнір Гонконгу            | -    |          |
| 10-6-1986  | Пуебла                | Південна Корея    | 2 – 3                 | Італія         | ЧС 1986 - 1-й етап         | -    | 46'      |
| 1-10-1986  | Пусан                 | Південна Корея    | 1 – 1 д.ч. (5-4 п.п.) | Іран           | Азійські ігри              | -    | 81'      |
| 3-10-1986  | Сеул                  | Індонезія         | 0 – 4                 | Південна Корея | Азійські ігри              | -    | 43'      |
| 10-8-1989  | Лос-Анджелес          | Мексика           | 4 – 2                 | Південна Корея | Кубок Marlboro 1989        | -    | 46'      |
| 13-8-1989  | Лос-Анджелес          | США               | 1 – 2                 | Південна Корея | Кубок Marlboro 1989        | -    |          |
| 16-9-1989  | Сеул                  | Південна Корея    | 0 – 1                 | Єгипет         | товариський матч           | -    | 46'      |
| 25-10-1989 | Сінгапур              | Саудівська Аравія | 0 – 2                 | Південна Корея | Відбір до ЧС 1990          | -    | 62'      |
| 28-10-1989 | Сінгапур              | ОАЕ               | 1 – 1                 | Південна Корея | Відбір до ЧС 1990          | -    |          |
| 10-2-1990  | Аттард                | Мальта            | 1 – 2                 | Південна Корея | Турнір Rothmans            | -    | ?'       |
| 17-6-1990  | Удіне                 | Південна Корея    | 1 – 3                 | Іспанія        | ЧС 1990 - 1-й етап         | -    | 69'      |
| 21-6-1990  | Удіне                 | Південна Корея    | 0 – 1                 | Уругвай        | ЧС 1990 - 1-й етап         | -    |          |
| 9-9-1990   | Сеул                  | Південна Корея    | 1 – 0                 | Австралія      | товариський матч           | -    |          |
| 25-9-1990  | Пекін                 | Пакистан          | 0 – 7                 | Південна Корея | Азійські ігри              | 1    |          |
| Усього     |                       | Матчів            | 40                    |                | Голів                      | 3    |          |

## Титули і досягнення
- Переможець Азійських ігор: 1986
- Бронзовий призер Азійських ігор: 1990